# Fusicoccum amygdali
Fusicoccum amygdali är en svampart som beskrevs av Delacr. 1905. Fusicoccum amygdali ingår i släktet Fusicoccum och familjen Botryosphaeriaceae.   Inga underarter finns listade i Catalogue of Life.